# Naphegy

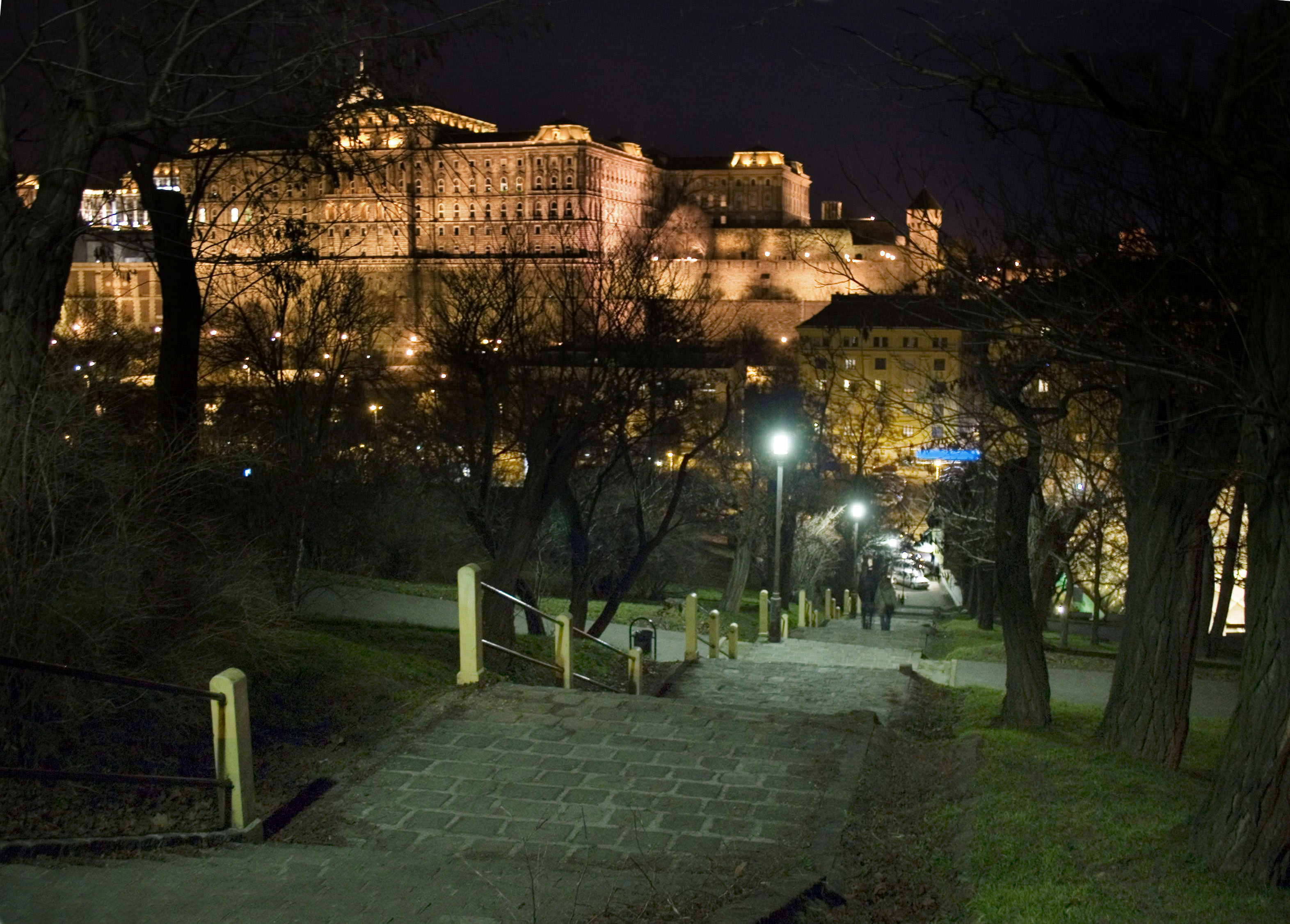
A Várnegyed esti látképe a Tabán felől

A Naphegy Budapest I. kerületében a Krisztinaváros része. Budapest és Magyarország egyik leghíresebb és legmagasabb presztízsű lakóövezete.

## Fekvése
156 méter magas domb a Gellért-hegy és a budai Várhegy között. Utóbbitól az Tabán völgye választja el. A Krisztinaváros központjától délre, nyugatról a Déli pályaudvar vágányai, északról a Krisztina tér, északkelet-keletről a Krisztina körút, délről a Hegyalja út, nyugat-északnyugatról a Mészáros utca határolja.
A terület könnyen megközelíthető a főbb közlekedési csomópontoktól, például a Déli pályaudvar és a Széll Kálmán tér irányából. A városrész különlegességét nemcsak a természetes adottságai, hanem a történelmi épületei és a környező kulturális helyszínek, például a Tabán és a Várnegyed közelsége is növeli.

## Történelem

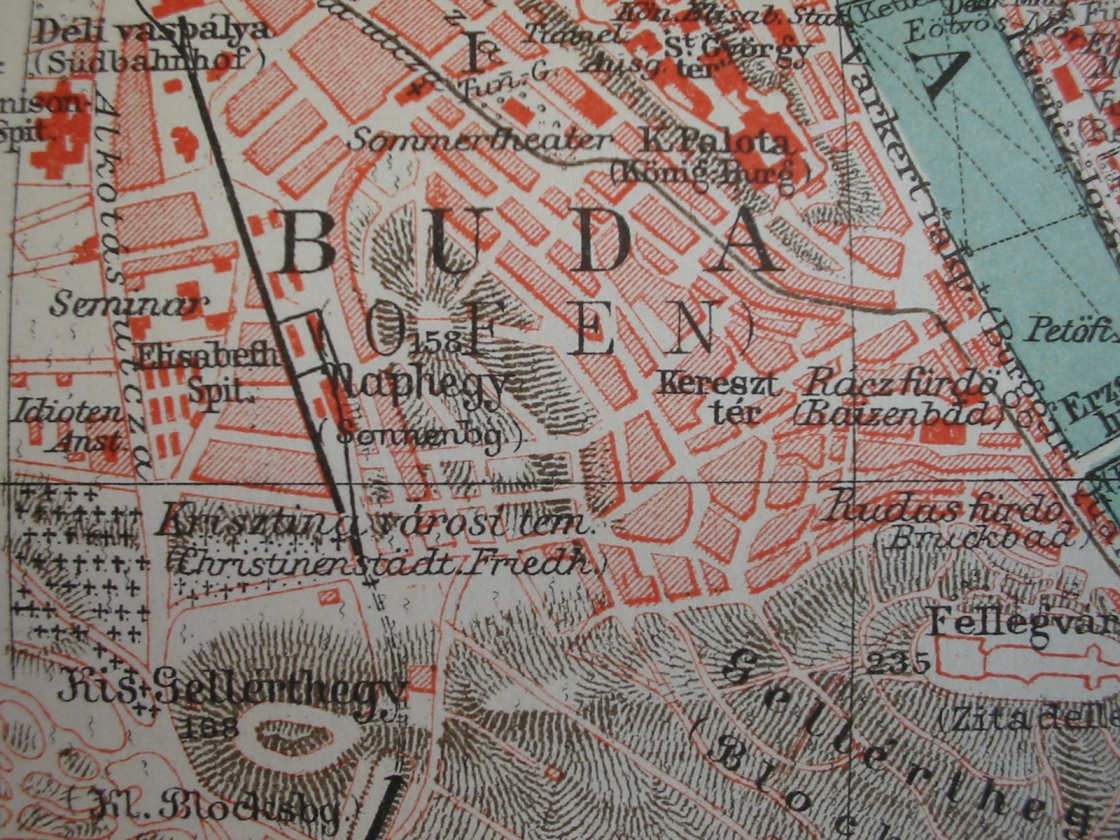
A Naphegy 1905 körül

Idézetek a Nap-hegyről 1231 és 1945 között (ebben az írásban kötőjellel szerepel, az eredeti idézetek miatt):
Árulkodó régi térképek:
„A Nap-hegy XVII–XIX. századi változásait, illetve változatlanságát szemléletesen örökítették meg a korabeli térképek, amelyek már egyre pontosabban és szemléletesebben ábrázolták a rohamléptekkel fejlődő várost. A továbbiakban a Budapesti Történeti Múzeum újkori osztályának gyűjteményéből mutatunk be néhány térképrészletet”.
1231 „Buda híres szőlőhegye

A Nap-hegy lejtőin már Probus (Marcus Aurelius) pannóniai származású hadvezérnek, a birodalmi határokat megerősítő és a szőlőkultúrát elterjesztő római császárnak a korában (Kr. u. 276–282) is szőlőt termesztettek. Egy 1231-ben kelt – magyar nyelvű – oklevél nagy kiterjedésű szőlőkertekről ír. Mátyás király a maga palotájának kertjévé avatta a környéket, amelyet akkoriban Hátsóvárosnak is neveztek.”
1752 „A Haditanács 1752-ben rendeletileg szabályozta az új 'várvédelmi körzetet', amely szerint a várfalaktól egy puskalövésnyire tilos volt építkezni. Sőt, abban az övezetben hadi helyzet esetén a tulajdonosoknak le kellett bontaniuk lakóházaikat, mindezt kártérítés nélkül! Részben ennek is köszönhette a Nap-hegy, hogy platója és lejtői évszázadokon át beépítetlenül maradtak.”
1896 „Benedict J. 1896-ban készült 'Tájékozási tervrajza' még mindig beépítetlen lankákkal ábrázolja a Nap-hegyet.”
1932–1936 A régi Tabán lebontása. „Ma már csak néhány tucat fotó, Zórád Ernő klasszikussá vált akvarelljei és a Tabáni Helytörténeti Gyűjtemény őrzi e lerombolt városrész – a Rácváros – emlékét.” A Tabánban játszódik Krúdy Gyula több kisregénye.

A Naphegy az 1920-as, 30-as években, Fővárosi Szabó Ervin Könyvtár
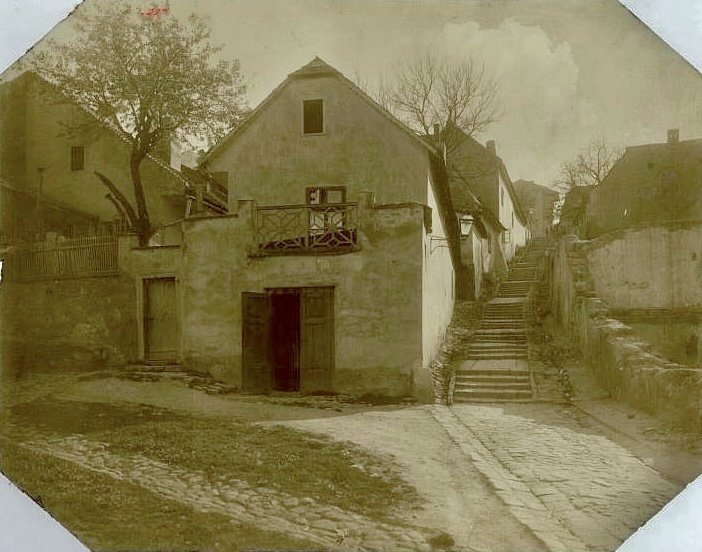
A kőműveslépcső az 1900-as években
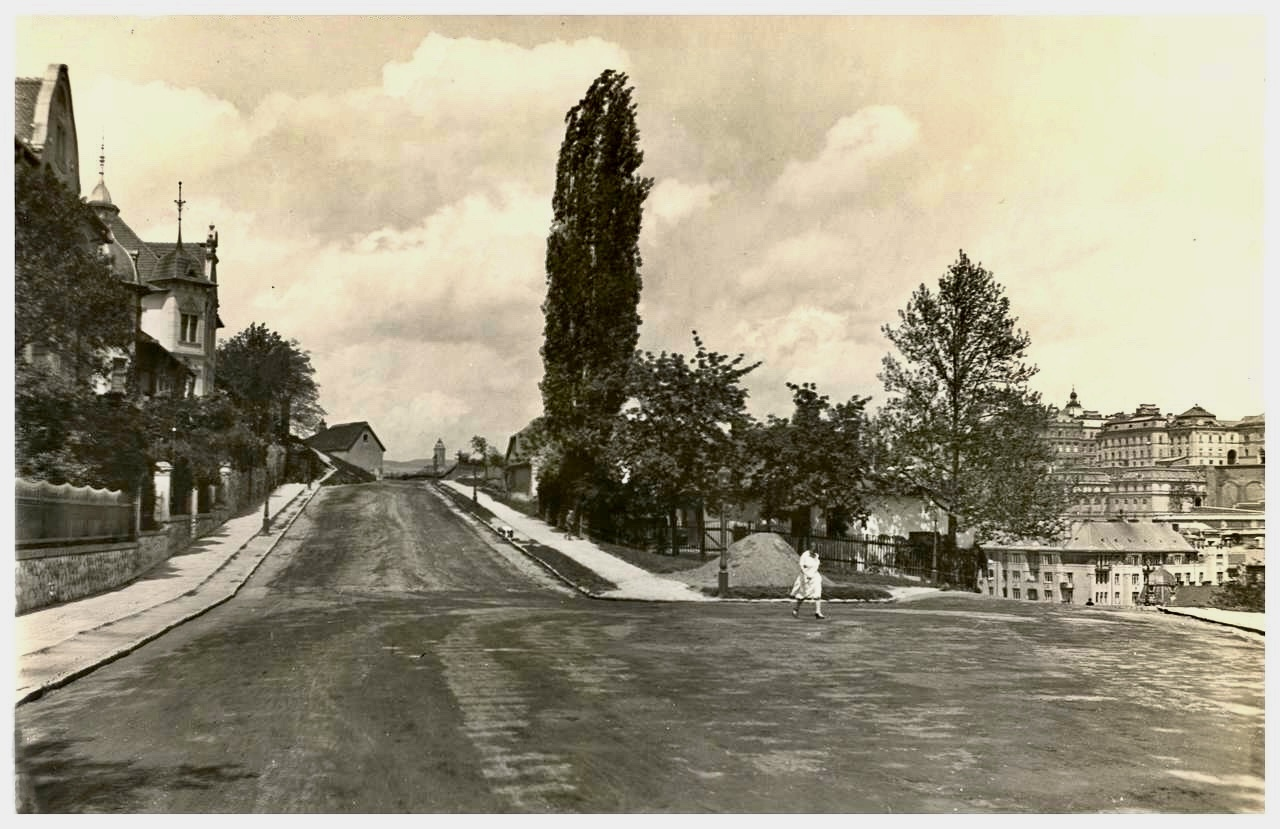
A Naphegy és Gellérthegy utca a 30-as években
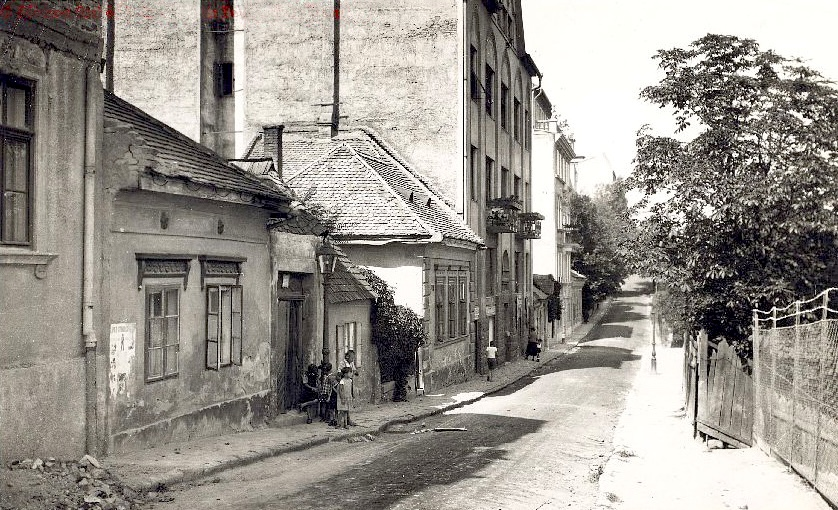
Naphegy utca az 1930-as években

1944 Deseő László, aki az ostrom alatt folyamatosan vezette iskolai füzetbe írt naplóját, 1944-ben 15 éves volt, s családjával a Mészáros u. 32. számú házban lakott. A környék a Déli pályaudvar közelsége és a hegy stratégiai jelentősége miatt az ostrom során rendkívül heves tüzérségi támadásnak volt kitéve.
1945 Németh András Mostohafiak c. visszaemlékezésében (1999) így ír:
„...a Tabán legfelső részén tüzelőállásba helyeztük a lövegeinket, közvetlen mögöttünk volt a Czakó utca. [...] A legénység a Czakó utcai lakatlan villákban húzódott meg, szerencsétlen kimerült lovainkat pedig a kertekben helyeztük el. [...] A figyelőállásunkat valamivel lejjebb, a tabáni iskolában helyeztük el. [...] ...a parancsnokom elmondta, hogy a figyelőállást át fogja helyezni a Hegyaljai [sic] út 2. számú házba, mert az iskola nagyon kiemelkedik, föltűnő, lebombázhatják. Arról is beszélt, hogy szovjet átkelési kísérletnél, a parancs szerint, a Margit-sziget északi csücskét fogjuk lőni a váron keresztül. [...] Időközben értesültünk arról, hogy a tabáni iskolát, ahol az előző megfigyelőhelyünk volt, láncos bomba telitalálat érte, a pincéjében mindenki meghalt.”

## Utcajegyzék, épületek, műtárgyak

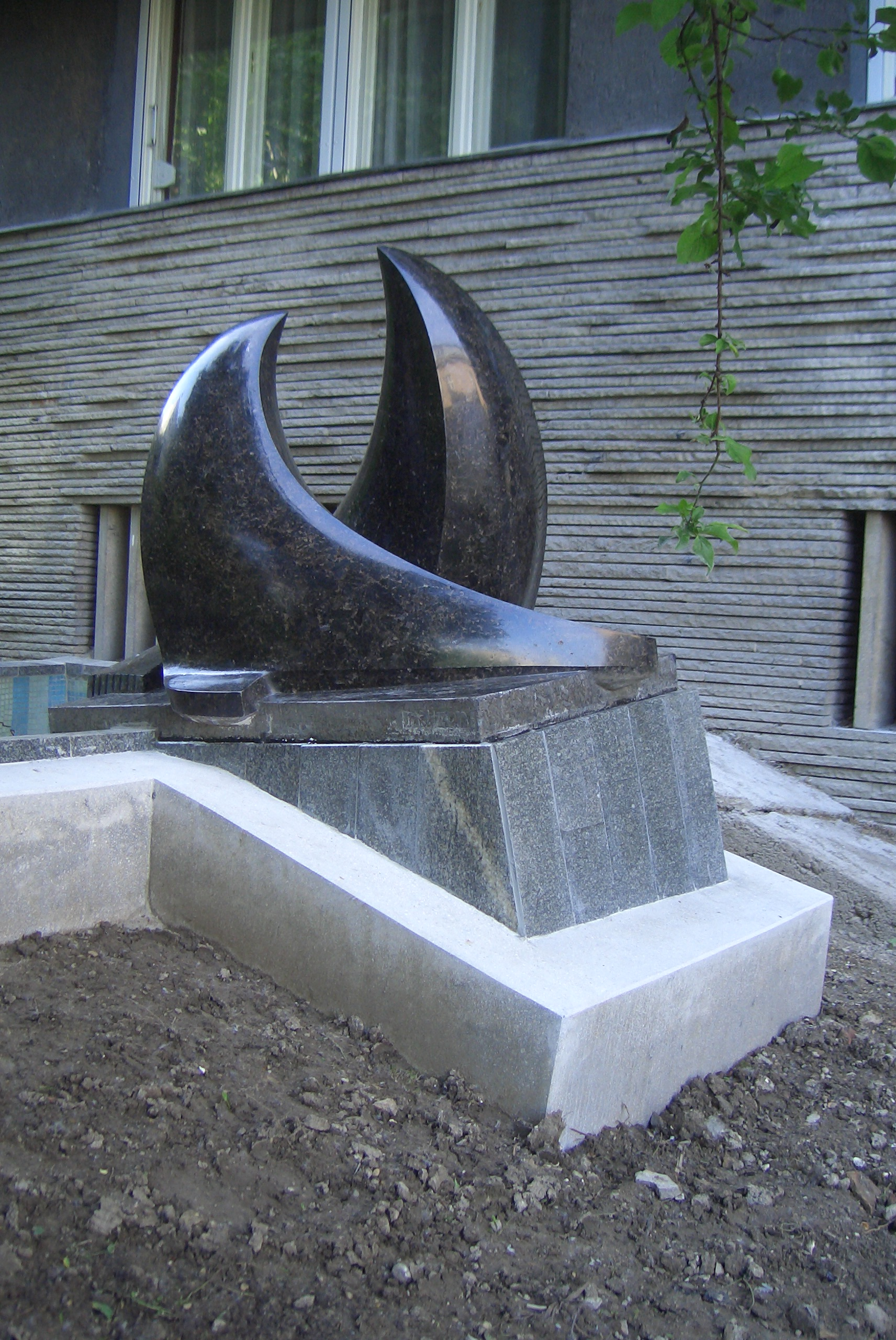
Maczon Frigyes fókaszobra (Orvos lépcső)

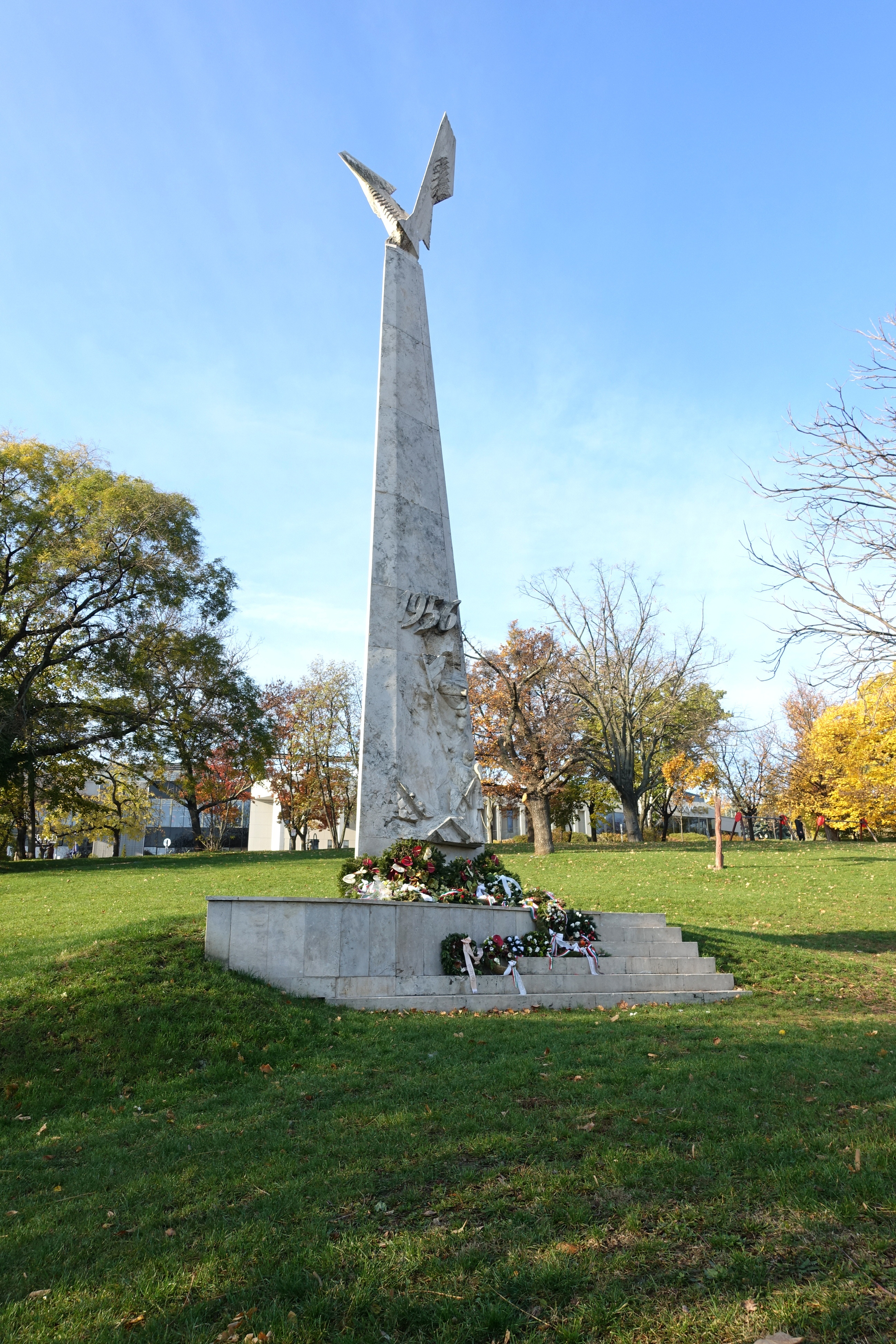
1956-os emlékmű a Tabánban

A Naphegy utcái: Aladár, Ág, Czakó, Derék, Dezső, Fenyő, Fém, Galeotti, Gellérthegy, Lisznyai, Naphegy, Nyárs, Orvos, Párduc, Piroska, Róka, Tibor, Tigris, Zsolt; további közterületek: Orvos lépcső, Naphegy tér.
Egy 1885-ös térkép a Mészáros, Gellérthegy, Naphegy, Lisznyai és Czakó utcák között beépítetlen mezőgazdasági területet jelöl.
A Naphegy tér közvetlen környéke az 1905-ös Meyers Konversations-Lexikon térképén még ugyancsak beépítetlen, az ez évi utcajegyzékből a Naphegy utcái hiányoznak.
Révai nagy lexikona 1910–14 között már a teljes beépítést mutatja, utcajegyzéke minden mai utcanevet tartalmaz. A naphegyi házak többsége 1910 és 1939 között épült. Mai utcaképe, épületállománya a híres Tabán kacskaringós utcáinak 1932-es szanálása után alakult ki. A jellegzetes tabáni házak utolsó hírmondója a Czakó és Aladár utca sarkán látható. Volt még egy hasonló épület kb. 1953-ig a mai Lisznyai utcai iskola területén.
A tabáni iskola (a Hadnagy [Hegyalja] és Orbán utca sarkán) kiemelkedő épülete a Tabán bontása után 1945 januárjáig megmaradt. Ekkor bombatámadás rombolta le. Az egykori iskolaépület helyén ma sportközpont áll, a volt iskolaudvaron és környékén pedig Budapest legszebb panorámájú sportpályája van.
A második világháború végén, Budapest ostroma során a Naphegy tér 2. alatti Nyilasházat – a környék sok más villájához, lakóépületéhez hasonlóan – rommá lőtték. Telkén 1968-ban két társasház épült, majd a telek szélének leválasztásával élelmiszerbolt is létesült a téren.
1953-ban a Naphegy tetején épült új székházba költözött a Magyar Távirati Iroda. A szocreál épület 1985–1990 között bővült a tetején 70 méter magas antennatornyot viselő modern szárnnyal: a Virág Csaba által tervezett Hírközlési Üzemépület a high-tech építészet kevés magyarországi példája közé tartozik. 2015-ben a Médiaszolgáltatás-támogató és Vagyonkezelő Alap tulajdonába került. A székház mögött a 2000-es években funkcióját vesztett és 2018-ban lebontott MTI Fotolabor helyére épült a Sun Hill Residence elnevezésű, 56 lakásos luxus-apartmanház, amihez feláldozták az Orvos lépcső másik oldalán a Naphegy utca 29. szám alatt állt kertes társasházat is.
1958 augusztusában elkészült a Lisznyai utcai iskola épülete; az oktatás szeptemberben indult el hét alsós és öt felső tagozatos osztállyal. (1945–58 között a naphegyi gyerekek a lerombolt tabáni iskola helyett a Krisztina Téri Iskolába jártak.)
A Naphegy téri játszóteret a 2000-es években korszerűsítették, körbekerítették, majd 2014-ben tematikusan is megújult, Pom Pom mesejátszótér néven. Szomszédságában 1993 óta áll Kemal Atatürk mellszobra, a Török Nagykövetség ajándéka. (A nagyköveti rezidencia a Lisznyai utcában helyezkedik el.)
1994 tavaszán az 1979-ben átadott volt Mészáros utcai NIKEX irodaházban rendezkedett be a Duna Televízió (működésének kezdetétől, 1992. december 24-től a MAFILM Rónai utcai bázisán székelt). Itt alakította ki stúdióit és 2011-ig ez volt a székháza. 2021 óta a Színház- és Filmművészeti Egyetem Zsigmond Vilmos Mozgóképművészeti Intézete működik benne.

## Intézmények
- Magyar Távirati Iroda
- Duna Televízió
- Lisznyai Utcai Általános Iskola
- Czakó utcai Sport- és Szabadidőközpont

## Emberek

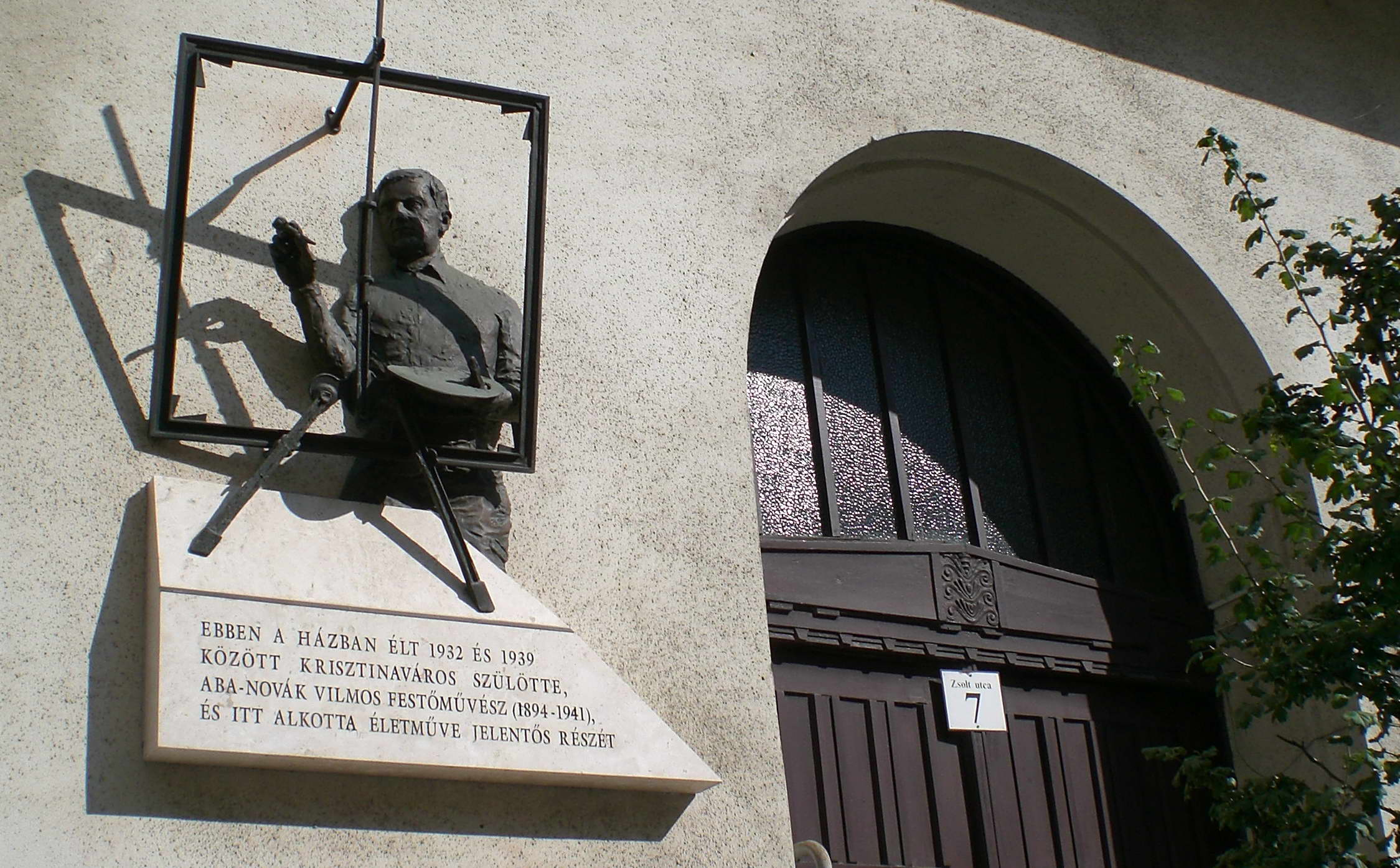
Aba-Novák Vilmos, Zsolt utca 7.

- Marton László - Kossuth-díjas szobrász - és festőművész a Tigris utca 55. szám alatt álló villájában élt és a házhoz tartozó műtermében alkotott haláláig. Fadrusz Jánosról készült mellszobra a Lisznyai utca és a Naphegy utca elágazásánál található.

- Fadrusz János itt építette korszerű műtermét és villáját, a Naphegy déli lejtőjén.
- Gárdos Péter fotóriporter emléktáblája is itt található, amelyet az MTI Naphegy téri épületének falán helyeztek el.
- Kaffka Margit  – 1915 júliusától 1918 decemberéig (haláláig) lakott a Naphegy utca 15-ben .
- Szentkuthy Miklós – 1932-től a háború végéig a Derék u. 21-ben lakott[13] (az épület az ostrom alatt elpusztult, helyén a 60-as években új társasház épült).
- Tersánszky Józsi Jenő – Avar utca 9.
- Vészi Endre – Angelikaváros
- Galambos Erzsi színésznő, hosszú évekig a Tigris utca lakója volt.[14]

## Képek

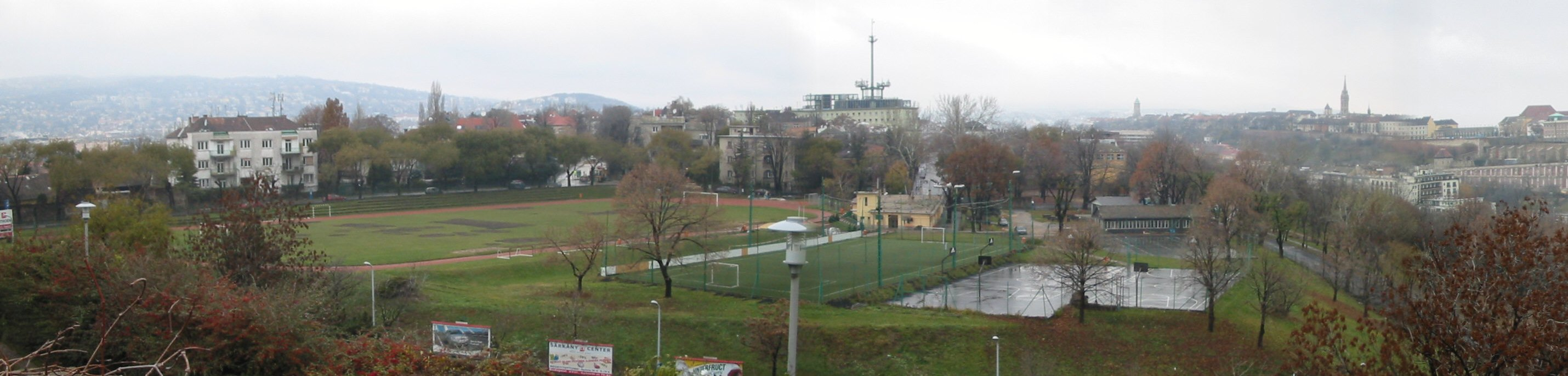
Sportpálya a Naphegyen a Gellért-hegy oldalában található víztározóról nézve

Fotók a Naphegyről (2003)
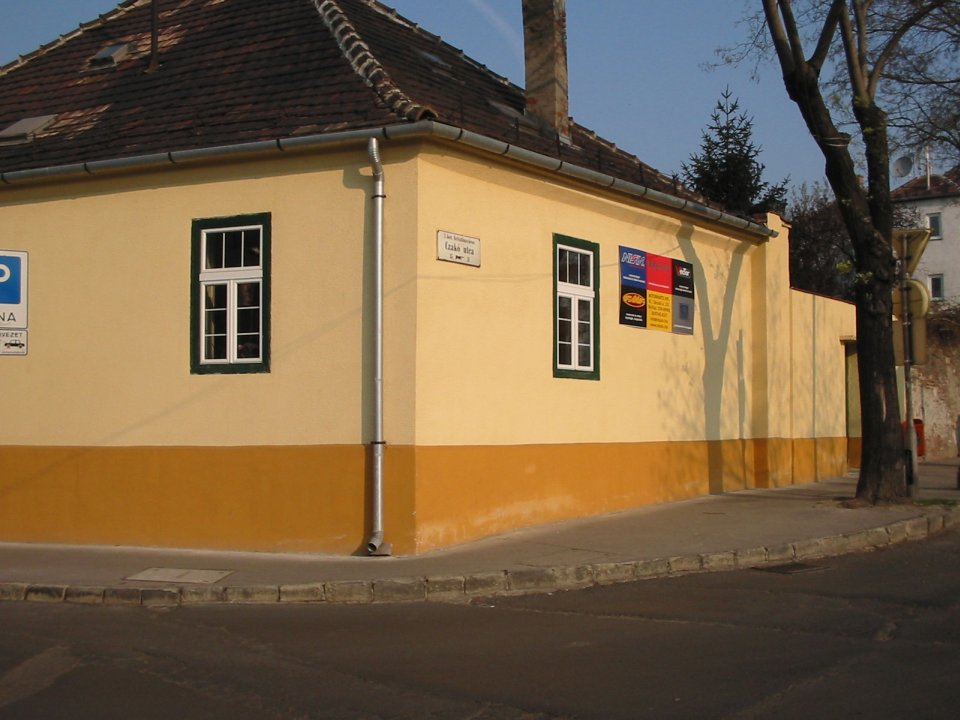
Talán az utolsó tabáni ház a Czakó és Aladár utca sarkán
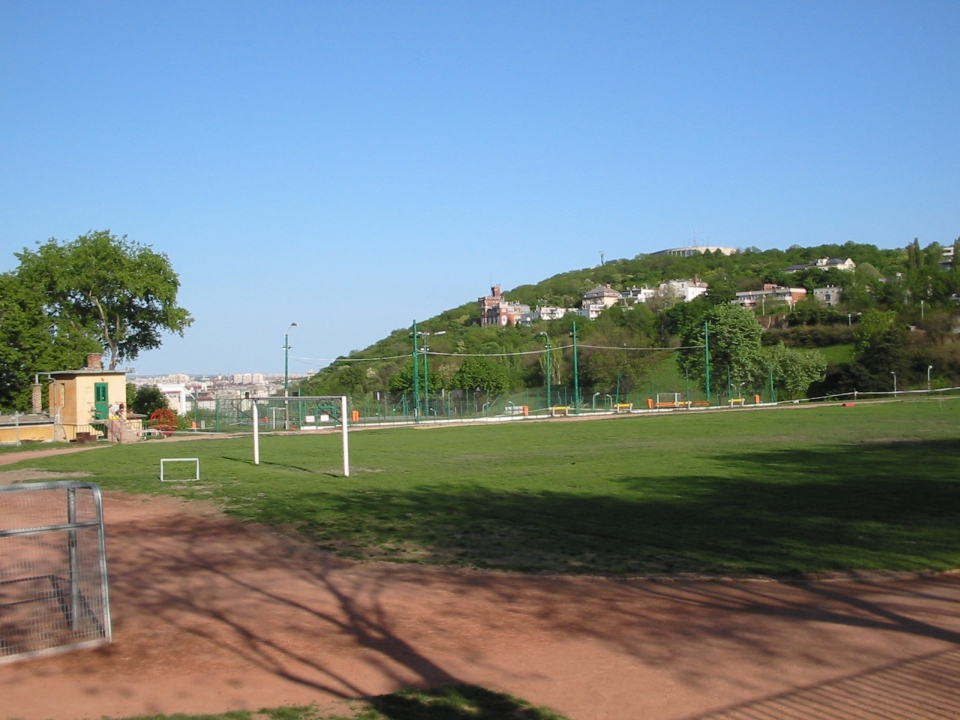
Sportpálya a Naphegyen, a Czakó utcában
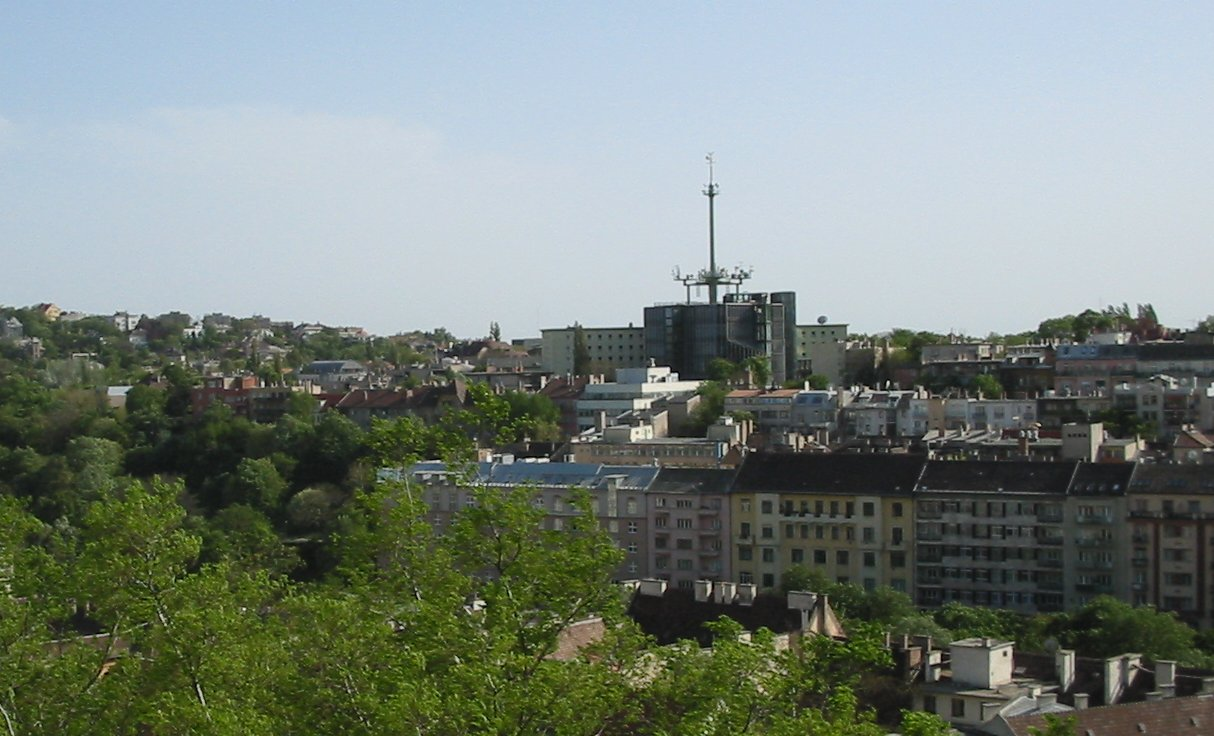
A Magyar Távirati Iroda épülete a Naphegy tetején
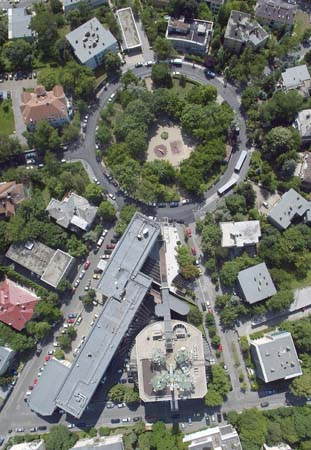
A tér légifelvételen, 2009 körül

## Közlekedés
A hegyalja út irányából megközelíthető a 8E, 108E, 110, 112 és 27-es számú autóbuszokkal. Az Attila út irányából az 56-os villamos és az 5-ös busszal. A Mészáros utca irányából a 105, 210 és 210B, valamint a 16-os jelzésű várbusszal. Közvetlen tömegközlekedési járatként a 178-as busz szolgál, melynek egyik végállomása a hegy legmagasabb pontján, a Naphegy téren található.